# Clitodora
Clitodora (in greco antico: Κλυτοδώρα?, Klytodṑrā) è un personaggio della mitologia greca. Fu una regina dei Dardani.

## Genealogia
Figlia di Laomedonte, ebbe dallo zio Assaraco il figlio Capi.

## Mitologia
Clitodora, sposando re Assarco, divenne regina del popolo dei Dardani.
Dionigi di Alicarnasso è l'unico autore che scrive di questo personaggio, mentre Apollodoro invece cita Ieromnene come moglie di Assarco e madre di Capi.